# Qihe (socken i Kina)
Qihe (kinesiska: 歧河, 歧河乡) är en socken i Kina. Den ligger i provinsen Henan, i den centrala delen av landet, omkring 240 kilometer öster om provinshuvudstaden Zhengzhou. Antalet invånare är 30 762. Befolkningen består av 16 009 kvinnor och 14 753 män. Barn under 15 år utgör 22,0 %, vuxna 15-64 år 65 %, och äldre över 65 år 12,0 %.
Genomsnittlig årsnederbörd är 945 millimeter. Den regnigaste månaden är juli, med i genomsnitt 207 mm nederbörd, och den torraste är januari, med 9 mm nederbörd.